# Zeppo Marx
Zeppo Marx, właśc. Herbert Marx (ur. 25 lutego 1901 w Nowym Jorku, zm. 30 listopada 1979 w Palm Springs) – amerykański aktor komediowy. Jeden z braci Marx.

## Życiorys
Herbert Marx urodził się w 1901 roku w Nowym Jorku jako najmłodszy z piątki rodzeństwa. W 1918 roku dołączył do istniejącego od 1907 roku zespołu wodewilowego swoich braci, zastępując Miltona „Gummo” Marxa, który wystąpił z zespołu. Wtedy przyjął przydomek Zeppo. Na tle wygłupów braci wyróżniał się większą powagą. Wspólnie z zespołem pojawił się w broadwayowskich sztukach I’ll Say She Is i The Cocoanuts. Po podpisaniu przez zespół kontraktu z wytwórnią Paramount wystąpił razem z braćmi w filmach zrealizowanych przez tę wytwórnię, takich jak Sucharki w kształcie zwierząt, Końskie pióra, Małpi interes i Kacza zupa.
Po zakończeniu zdjęć do tego ostatniego filmu Zeppo zrezygnował z kariery aktorskiej i wspólnie z Gummo założył agencję menedżerską.
Był dwukrotnie żonaty – oba małżeństwa zakończyły się rozwodem. Jego pierwszą żoną była Marion Benda, którą poślubił w 1927 roku. Wspólnie adoptowali dwóch synów, Timothy’ego i Thomasa. Ich związek rozpadł się w 1954 roku. W 1959 ożenił się z Barbarą Blakeley, z którą rozwiódł się w 1972 roku. Zmarł na raka płuc 30 listopada 1979 roku w Palm Springs w Kalifornii. Jego prochy rozrzucono nad Oceanem Spokojnym.

## Filmografia
- Humor Risk (1921) jako playboy
- Pocałunek w mroku (A Kiss in the Dark, 1925) jako nieznajomy
- Orzechy kokosowe (The Cocoanuts, 1929) jako Jamison
- Sucharki w kształcie zwierząt (Animal Crackers, 1930) jako Horatio Jamison
- Małpi interes (Monkey Business, 1931) jako Zeppo
- Końskie pióra (Horse Feathers, 1932) jako Frank Wagstaff
- Kacza zupa (Duck Soup, 1933) jako Bob Rolland

Źródło.